# Saint Croix
Saint Croix (Frans: Sainte-Croix, Nederlands: Sint-Kruis, Deens: Sankt Croix) is het zuidelijkste en grootste eiland van de Amerikaanse Maagdeneilanden. De hoofdplaats van de Amerikaanse Maagdeneilanden is Charlotte Amalie op Saint Thomas; de hoofdplaats van Saint Croix is Christiansted. In 2020 telde op Saint Croix 41.004 inwoners.
Het eiland was achtereenvolgens een kolonie van Verenigd Koninkrijk, Nederland, Spanje, de Orde van Malta, Frankrijk, Denemarken en de Verenigde Staten.
Er zijn twee plaatsen op het eiland: Christiansted met 1.866 inwoners en Frederiksted met 2.303 inwoners (2020). Circa drie kilometer ten oosten van Frederiksted bevindt zich de St. George Village Botanical Garden, een botanische tuin.

## Geschiedenis
Saint Croix was oorspronkelijk bewoond door Taíno inheemsen, maar werd in de 14e eeuw door de Cariben veroverd. De inheemsen noemden het eiland Ayay. Op 14 november 1493, tijdens de tweede reis van Columbus, gingen twintig man van boord en verkenden het gebied rond Salt River Bay. Op de terugreis werden ze aangevallen door inheemse Cariben. Tijdens het gevecht kwam één Carib en één Spanjaard om het leven. De Spanjaarden verklaarden de inheemsen de oorlog en in 1596 was het eiland praktisch onbewoond.
In het begin van de 17e eeuw vond een ongeregelde kolonisatie plaats door Nederlandse en Britse kolonisten. Vanaf 1625 bevonden de Nederlanders zich in het oosten van Saint Croix, en de Britten in het westen. Franse hugenoten voegden zich bij de Nederlanders. In 1645 vond een oorlog plaats tussen de Nederlanders en de Britten waarbij beide gouverneurs om het leven kwamen. De Nederlanders vertrokken naar Sint Maarten en Sint Eustatius, en de Fransen naar Guadeloupe.
In 1650 werden de Britten door de Spanjaarden verdreven, die het volgende jaar door de Fransen werden verdreven. De Franse kolonisatie verliep slecht. Van de 300 kolonisten overleed ongeveer twee derde. Saint Croix werd door de Franse koning aan de Orde van Malta gegeven, maar in 1665 werden het eiland verkocht aan de Franse West-Indische Compagnie. De kolonisatie verliep eerst voorspoedig, maar door ziekte en droogte verlieten de kolonisten het eiland, en vanaf 1695 was het weer bijna onbewoond.

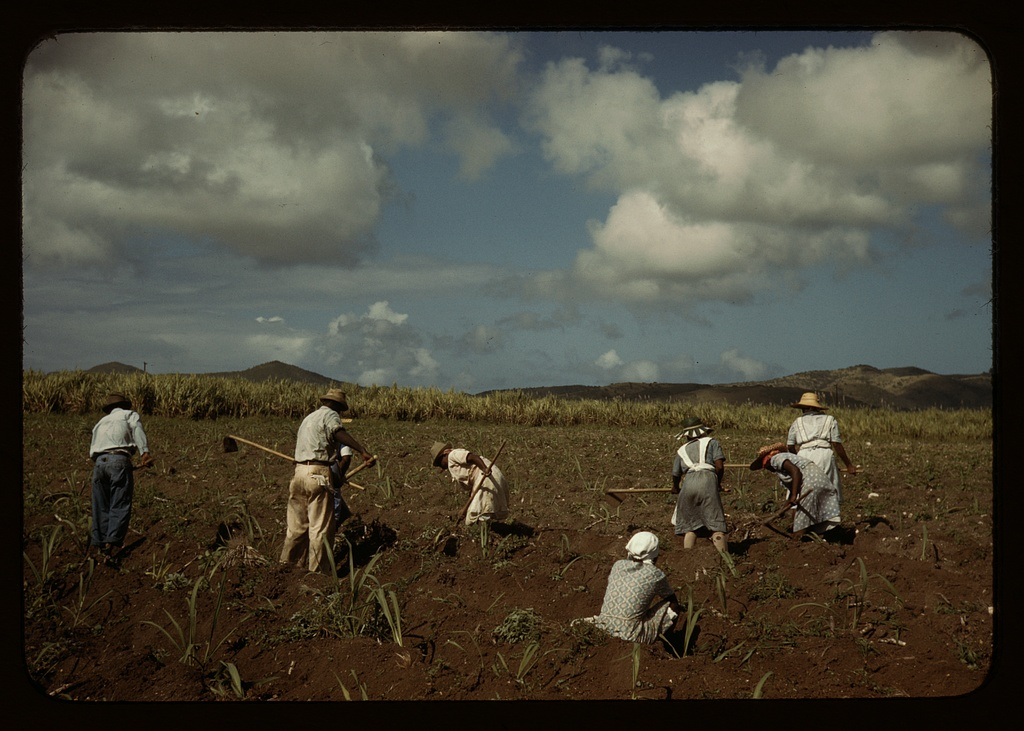
Suikerrietplantage (1941)

In 1733 werd Saint Croix aan de Deense West-Indische en Guineese Compagnie verkocht. De nieuwe kolonie had vrije vestiging, en Christiansted werd gebouwd als geplande hoofdplaats. Er werden veel suikerrietplantages aangelegd. In 1754 werd het een kroonkolonie van Denemarken, en werd Christiansted de hoofdstad van Deens-West-Indië. In 1803 had Saint Croix ongeveer 30.000 inwoners waarvan 26.500 slaven waren. In 1848 werd de slavernij afgeschaft. Het ging steeds slechter met de suikerindustrie. In 1878 brak een opstand uit waarbij een groot deel van Frederiksted en veel plantages in brand werden gestoken.
In 1917 werd Saint Croix verkocht aan de Verenigde Staten. In 1927 kregen de inwoners Amerikaans staatsburgerschap. In 1931 werd een gouverneur aangesteld en werd Charlotte Amalie op Saint Thomas de hoofdstad van de Amerikaanse Maagdeneilanden. De olieraffinaderij Hovensa en de aluminumfabriek VIALCO waren belangrijke onderdelen van de economie, maar werden in de 21e eeuw gesloten. Hovensa werd in 2021 heropend. De economie is voornamelijk gebaseerd op toerisme.

## Demografie

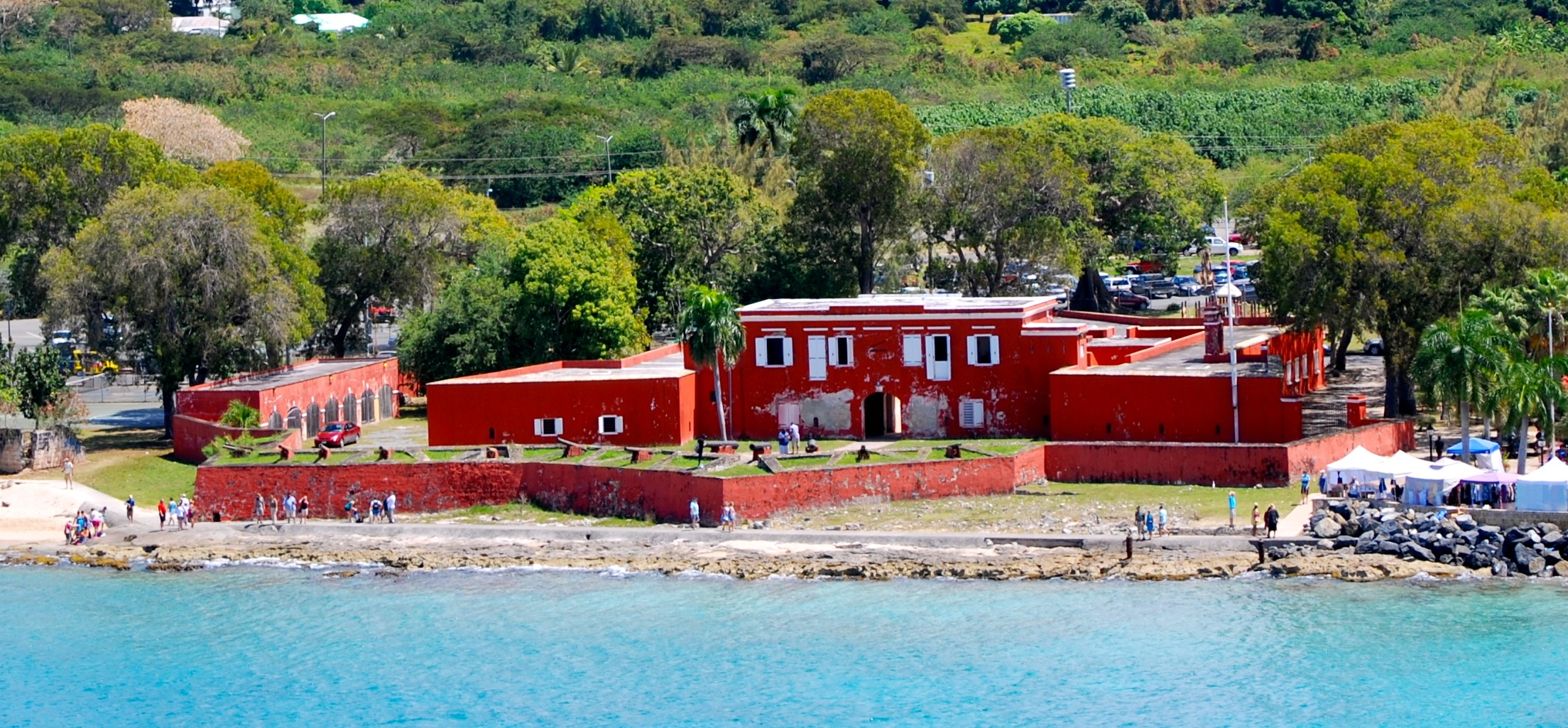
Fort Frederik in Frederiksted

Saint Croix is onderverdeeld in 9 subdistricten:
- Anna's Hope
- Christiansted (inclusief Protestant Cay)
- East End (inclusief Buck Island)
- Frederiksted (inclusief Sandy Point)
- Northcentral
- Northwest
- Sion Farm (inclusief Salt River Bay)
- Southcentral
- Southwest

De subdistricten hebben alleen een statistische functie; er is geen lokale overheid.

## Geografie

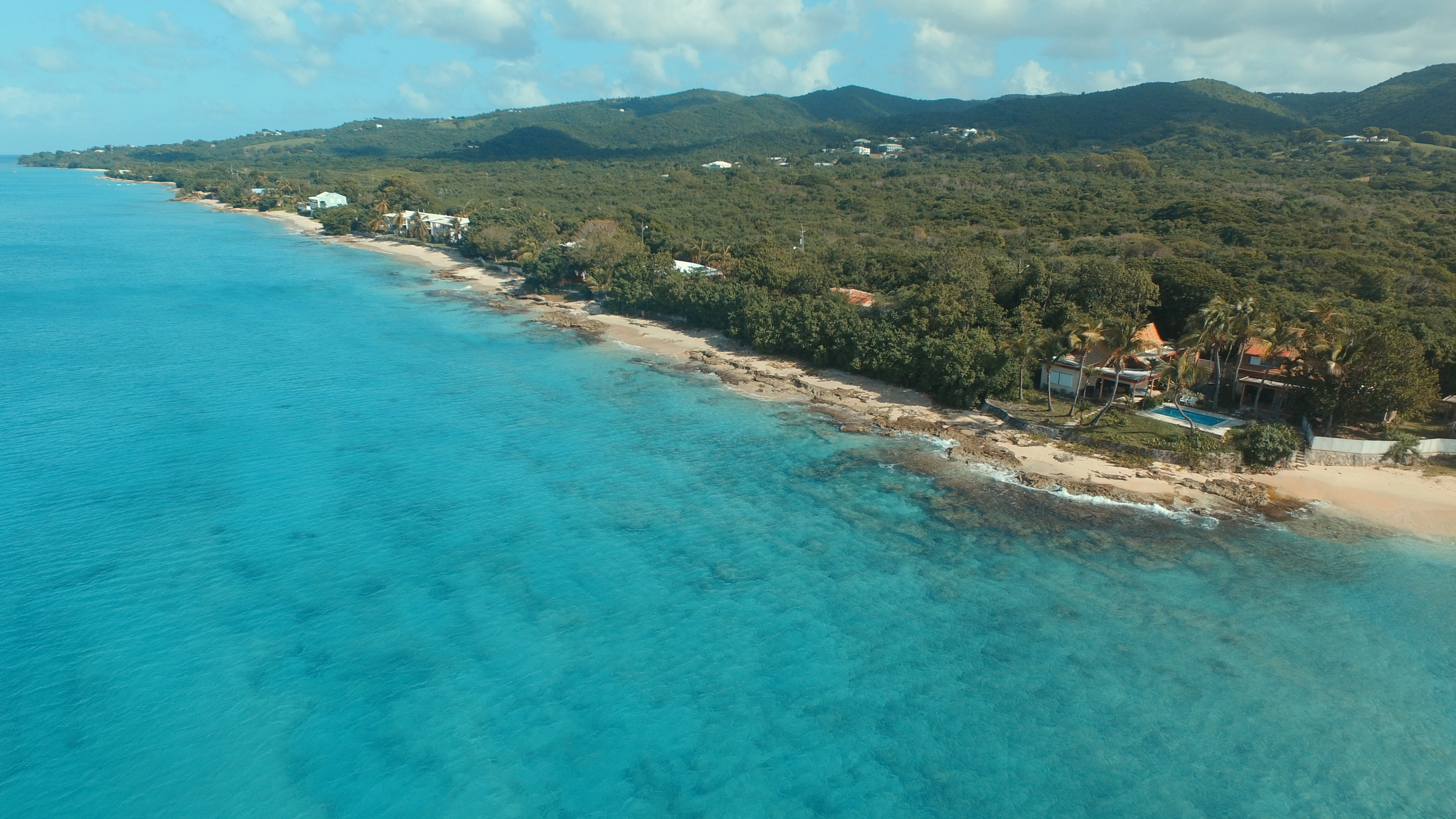
Noordwesten van Saint Croix

Saint Croix ligt ongeveer 60 km ten zuiden van Saint John en Saint Thomas. Saint Croix wordt gerekend tot de Maagdeneilanden, maar is in tegenstelling tot de andere eilanden, geen onderdeel van de Puerto Ricobank. Het wordt door de Virgin Islands Basin gescheiden van de andere eilanden. De zee tussen de eilanden bereikt een maximale diepte van ongeveer 2,5 km.
Saint Croix is waarschijnlijk niet van vulkanische oorsprong, en ontstaan door de langzame verheffing van de oceaanbodem waarop zich twee onderwaterbergketens bevonden. Het westen van het eiland bevat twee heuvels: Mount Eagle die 354 meter hoog is, en Blue Mountain die 334 meter hoog is. Het zuidelijk gedeelte van het eiland is vlak.

## Transport
De luchthaven Henry E. Rohlsen wordt voornamelijk gebruikt voor vluchten binnen het Caraïbisch gebied. Het belangrijkste internationale vliegveld is de luchthaven Cyril E. King op het eiland Saint Thomas. Vanuit de haven van Christiansted onderhouden veerboten verbindingen met Saint Thomas.

## Geboren
- Dezarie, reggaezangeres
- Raja Bell (1976), basketbalspeler
- Tim Duncan (1976), basketbalspeler
- Mekia Cox (1981), actrice en danseres

## Trivia
In Vlissingen is de Sint-Kruislaan naar het eiland vernoemd ter herdenking van de kolonisatie door Vlissingers in de 17e eeuw.

## Galerij

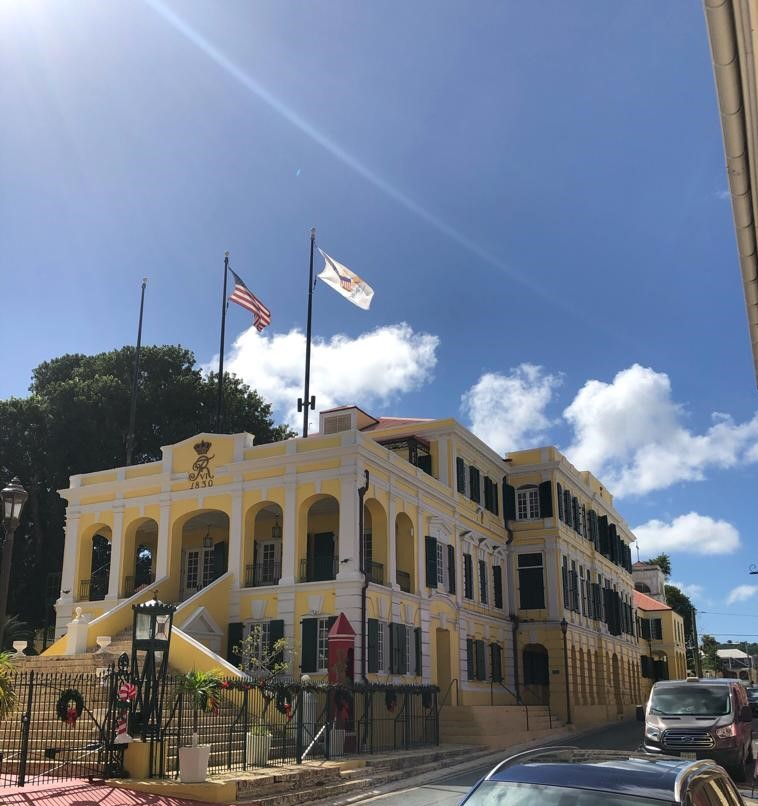
Government House in Christiansted
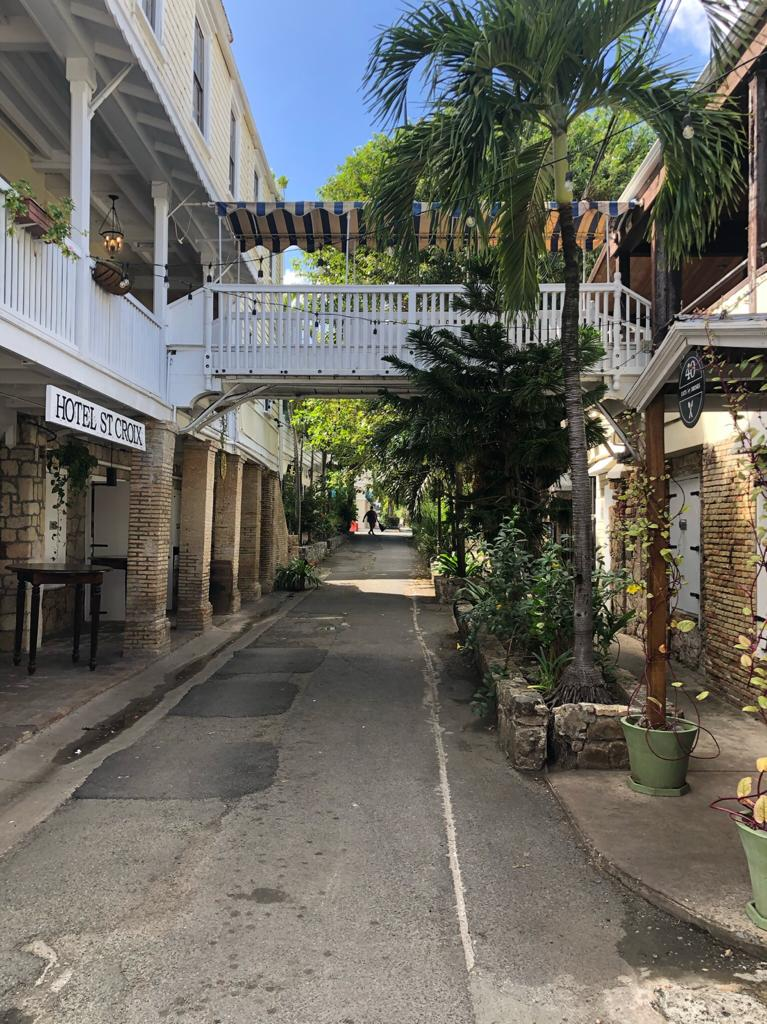
Straat in Christiansted
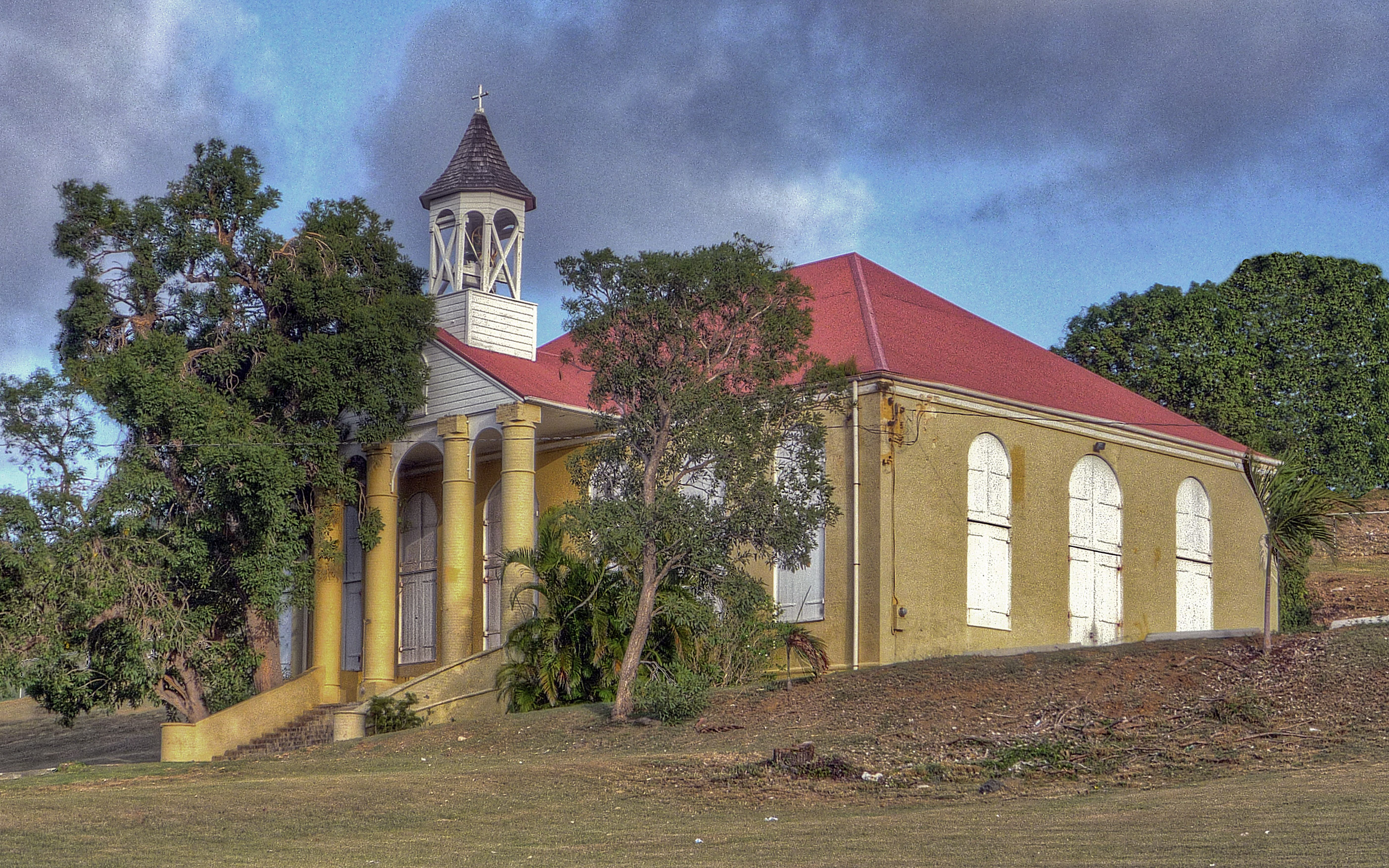
Friedensthal Mission van de Evangelische Broedergemeente
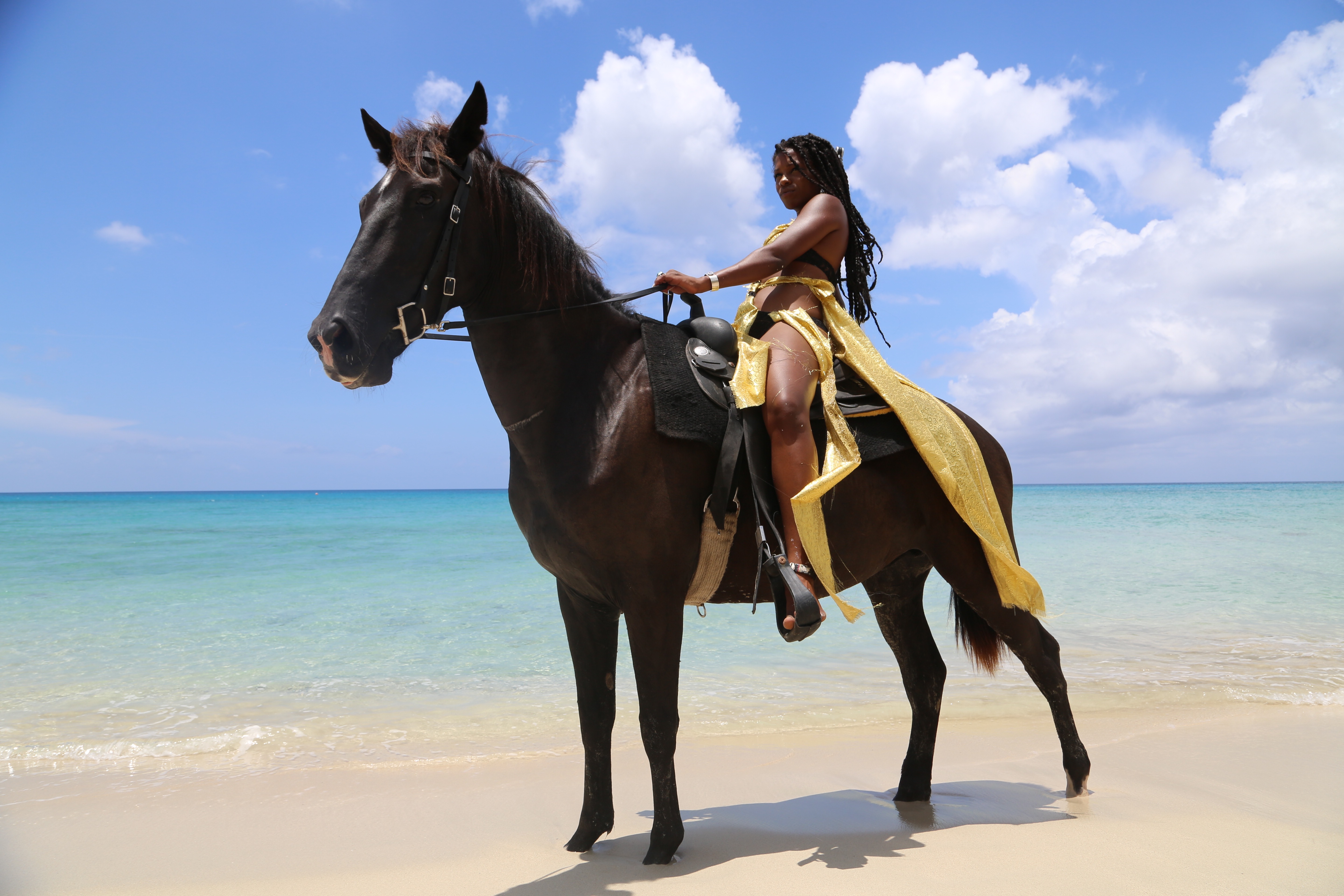
Amazone op het strand in Saint Croix
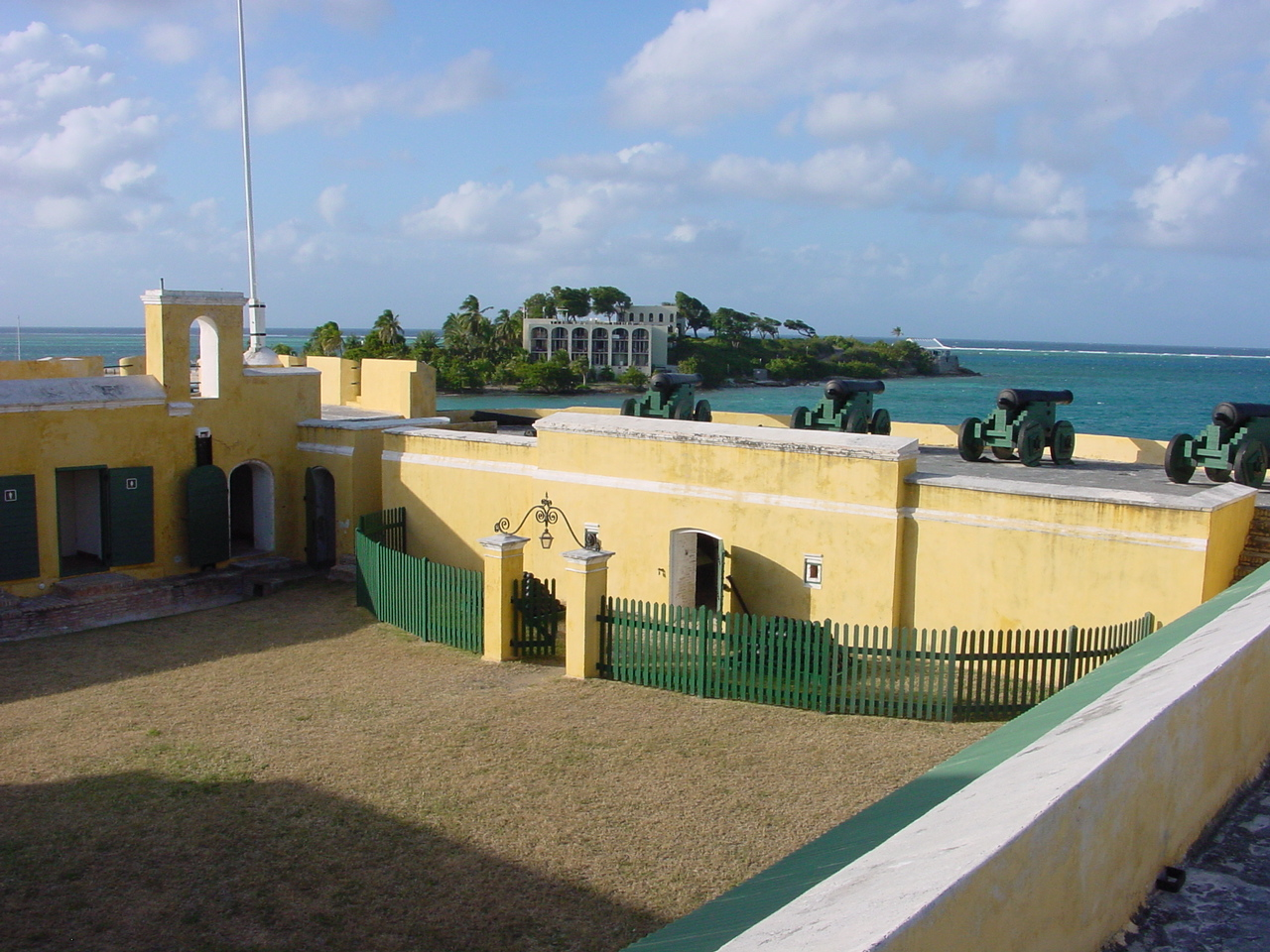
Fort Christiansværn met uitzicht op Protestant Cay
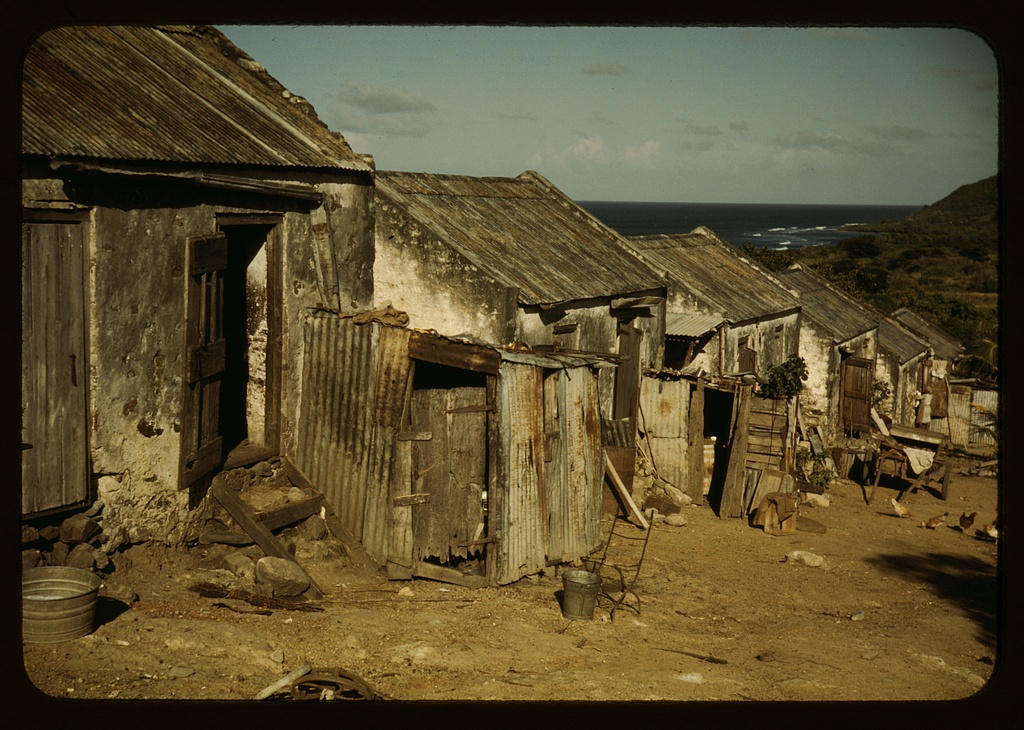
Het dorpje La Vallee (1941)

Saint Croix · Saint John · Saint Thomas

Buck Island (Saint Croix) · Great Hans Lollik · Great Saint James · Hassel Island · Little Saint James · Protestant Cay · Thatch Cay · Water Island